# Fårhus
Fårhus – miasto w Danii, w regionie Dania Południowa, w gminie Aabenraa.